# Exorista tessellata
Exorista tessellata là một loài ruồi trong họ Tachinidae.